# Philippe Vayringe
Philippe Vayringe (né à Nouillonpont dans le Duché de Lorraine le 20 septembre 1684 et mort à Florence le 24 mars 1746) est issu d'une famille paysanne pauvre. Il apprend à lire et à écrire dans une école meusienne.
D'abord serrurier à Nancy, il apprend l'art du fer forgé et l'horlogerie puis travaille à l'Hôtel de la Monnaie de Nancy sous la direction du célèbre médailler Ferdinand de Saint-Urbain.
Il apporte au duc de Lorraine Léopold une série d'outils scientifiques qu'il a créés et qui font de lui l'horloger et le machiniste du duc. Celui-ci l'envoie en Angleterre en 1721, où il apprend l'algèbre et la géométrie.
Il revient en Lorraine, où il est nommé en 1731 professeur de physique expérimentale à l'Académie de Lunéville. Il enseigne notamment les trois lois du mouvement de Newton.
Venu à la cour de Vienne avec son maître François III de Lorraine (mari de Marie-Thérèse d'Autriche), il remet en état de marche le premier exemplaire de la calculatrice mécanique du mathématicien et mécanicien allemand Anton Braun (de). 

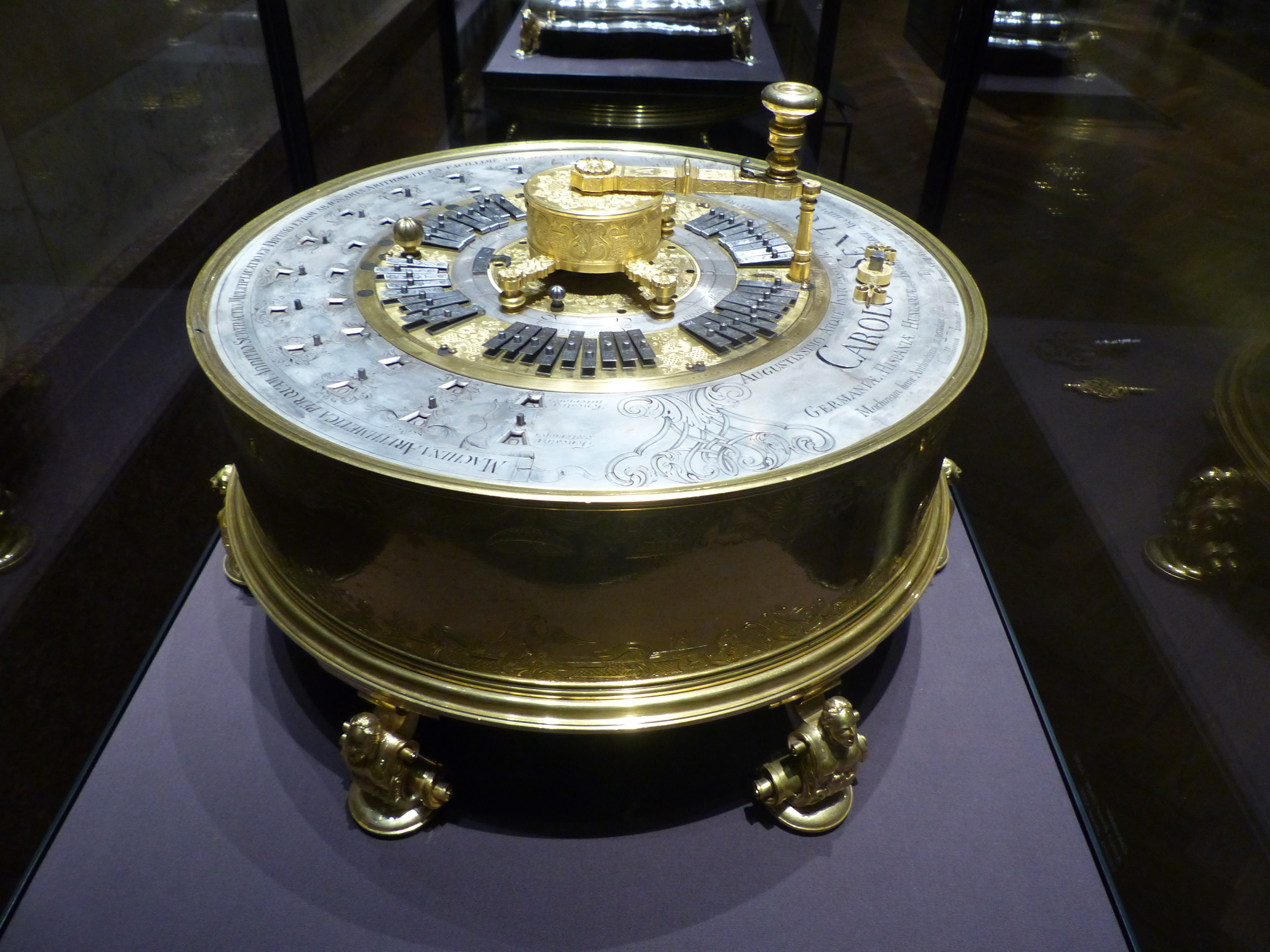
Calculatrice d'Anton Braun (1727) Musée d'Histoire de l'art de Vienne

De retour à Lunéville, il achève en 1736 le deuxième exemplaire de la calculatrice. Son couvercle indique Braun invenit, Vayringe fecit (Braun l'a trouvé, Vayringe l'a fait).
Philippe Vayringe part ensuite en 1737 avec François de Lorraine lorsque celui-ci prend possession du grand-duché de Toscane. 
Il réalise, probablement entre 1743 et 1744, pour le physicien vénitien Giovanni Poleni sept instruments de mesure pour son cabinet de physique, dont en particulier, le paraboloïde de Truchet, pour l'étude de la loi de la chute des corps et un réfractomètre,,.

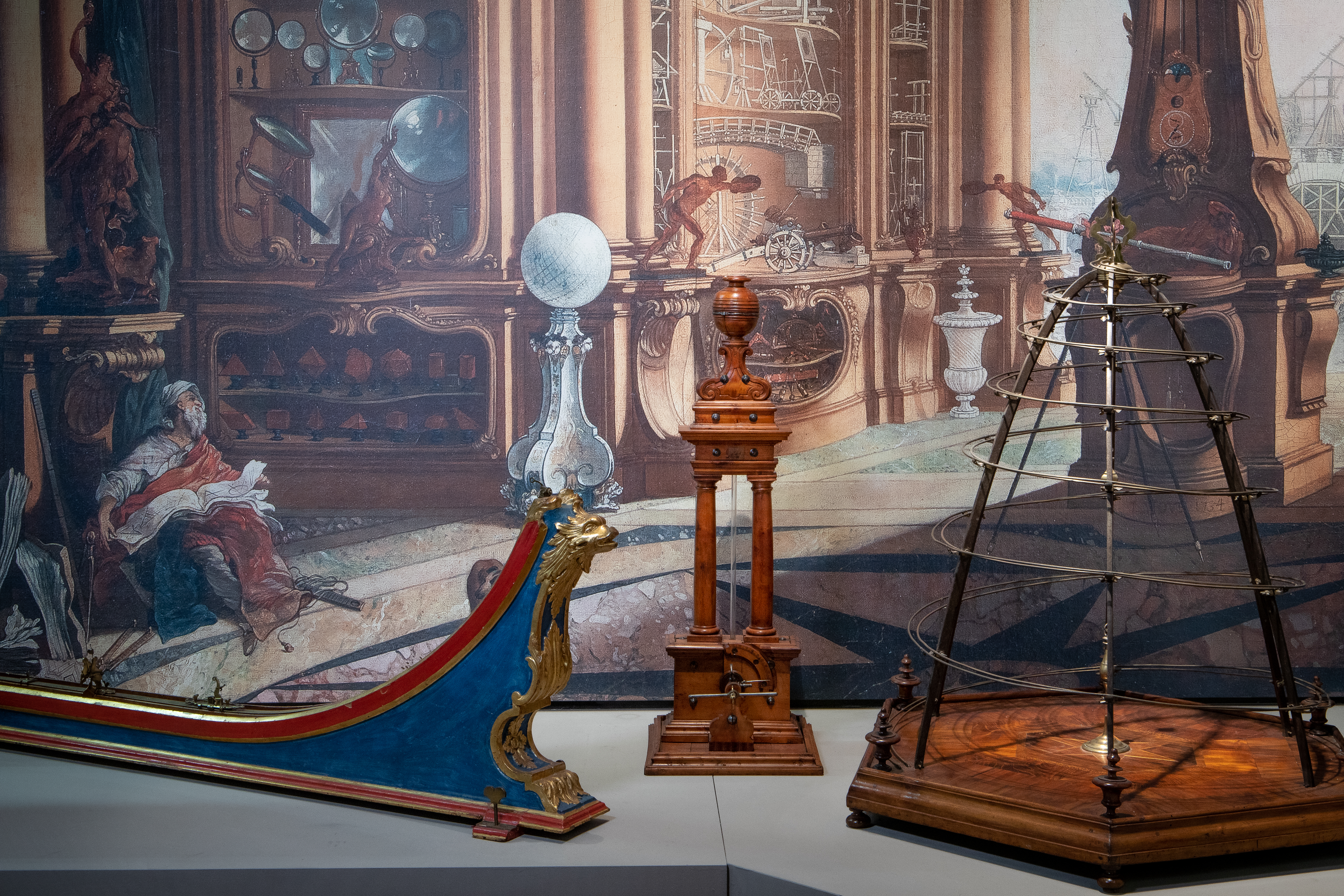
Cabinet de physique de Giovanni Poleni (Musée d'histoire de la physique de Padoue).
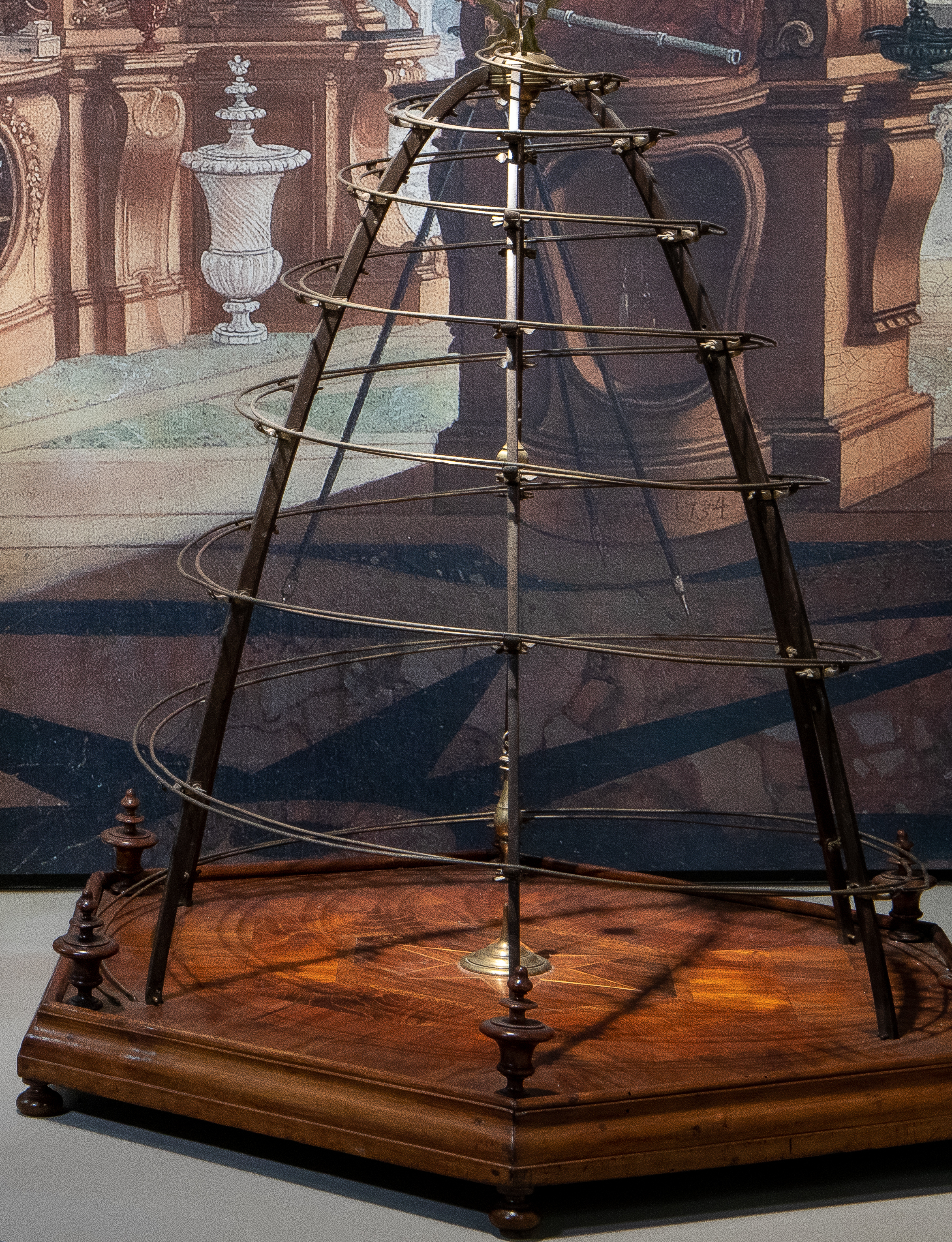
Paraboloïde de Truchet.

Chargé de travaux d’assainissement de la Maremme dans la région côtière de Toscane, alors insalubre, il meurt de la fièvre des marais à Florence, en 1746.

## Œuvres
Manuscrit numérisé des Bibliothèques de Nancy, Ms. 1355 : Vayringe, Philippe (1684-1746), Cours de phisique experimentale. Cours de philosophie mécanique et expérimentale, 1730/1740 (lire en ligne)

## Hommages
- Un pont sur la Meurthe porte son nom à Malzéville.
- Une rue porte son nom à Nancy.
- Une rue porte son nom à Nouillonpont.
- Une plaque commémorative à son nom est posée sur un bâtiment à Nouillonpont.